# Lyriomolophilus
Lyriomolophilus is een ondergeslacht van het geslacht van insecten Molophilus binnen de familie steltmuggen (Limoniidae).

## Soorten
Deze lijst van 13 stuks is mogelijk niet compleet.
- M. (Lyriomolophilus) alexanderorum (Theischinger, 1992)
- M. (Lyriomolophilus) barina (Theischinger, 1988)
- M. (Lyriomolophilus) bickeli (Theischinger, 1992)
- M. (Lyriomolophilus) buckenbowra (Theischinger, 1988)
- M. (Lyriomolophilus) collessi (Theischinger, 1988)
- M. (Lyriomolophilus) gingera (Theischinger, 1988)
- M. (Lyriomolophilus) keira (Theischinger, 1988)
- M. (Lyriomolophilus) leonardi (Theischinger, 1992)
- M. (Lyriomolophilus) lyratus (Alexander, 1927)
- M. (Lyriomolophilus) neboissi (Theischinger, 1988)
- M. (Lyriomolophilus) neolyratus (Alexander, 1934)
- M. (Lyriomolophilus) sublyratus (Alexander, 1931)
- M. (Lyriomolophilus) weringerong (Theischinger, 1992)